# Club Náutico Carrasco y Punta Gorda
O Club Náutico Carrasco y Punta Gorda  é  uma agremiação poliesportiva uruguaia,da cidade de Montevidéu, com destaque para  de voleibol indoor masculino que conquistou medalhas no Campeonato Sul-Americano de Clubes, três de bronze nos anos de 1974, 1976 e 1977, e uma de prata na primeira edição do referido certame em 1970. Atualmente disputa a Super Liga A1 Uruguaia  e seu primeiro título nacional foi na temporada 2014, título que rendeu-lhe qualificação para o Campeonato Sul-Americano de Clubes de 2015, edição na qual encerrou na sexta posição.

## Histórico
Foi no início da década de 1930 que um grupo de moradores "descobriu" a beleza incomparável do litoral onde hoje é a Praia Verde. Principalmente nos fins de semana, os poucos cariocas que tinham visto seu número aumentavam consideravelmente com pessoas que, em busca de consolo e lazer, vinham àquele local para desfrutar de dias inesquecíveis de praia e principalmente de pesca.
Foi assim que se através da união de grupos de pessoas que, se  que se estendeu às suas famílias, não muito distante surgindo as idéias de um local onde pudessem se reunir com as famílias, guardar os seus apetrechos de pesca e desfrutar plenamente do que a natureza lhes oferecia. Com a participação do Dr. Carlos Romay, morador da área, Carlos G. Seré, Valentín Aguerrondo, Agustín Bianchi, Antonio Rico e outros participantes  iniciaram "Comité Pro-Deportes La Verde",  devido ao local que se encontravam  chamado de Playa Verde.

### Início das obras
Em julho de 1932, com a colaboração do I Batalhão de Engenharia, foi realizada a limpeza da área rochosa imediata onde seria construído o quebra-mar. A obra terminou no final de Janeiro de 1933 e consistia num cais de 40 metros de comprimento por 2 metros de largura, que também servia de atracação para os batelões. Imediatamente foi construído um abrigo para os barcos e um depósito para as artes de pesca. A área adquiriu então outra fisionomia. Começaram a ser construídas residências que eram utilizadas na temporada de verão. Mas o "Comitê" tinha visões mais audaciosas.
Em novembro de 1933 foi concluída a construção daquela que seria a primeira sede do Clube. Faltava agora formalizar esta associação, que tanto fizera em tão pouco tempo, e precisamente a 2 de Dezembro de 1933 realizou-se uma Assembleia em que foram declarados todos os inscritos no Registo Social a partir de 31 de Março de 1933 e os membros fundadores foram designados.

### Eleição do Presidente Sr. Manuel Güelfi
E assim chegamos a julho de 1938, onde foi eleito o Sr. Manuel Güelfi. As atividades esportivas, principalmente Boliche, Pesca e Náutica, passaram a se destacar com relevos próprios. O iatismo realizou uma regata em maio de 1938,  disputando as taças estavam Comisión Nacional de Turismo”, “Club Náutico Carrasco y Punta Gorda” e “Las pipas”, com mais de 90 participantes, o que fala do sucesso alcançado.
Durante a Presidência do Sr. Manuel Güelfi, os Estatutos foram parcialmente reformados e na Assembleia realizada em 15 de abril de 1939, foi aprovado um Plano Geral de Obras cujo objetivo era construir o novo prédio social e a cobertura da quadra de Bocha. entre outros projetos não menos importantes.As atividades esportivas, principalmente Boliche, Pesca e Náutica, passaram a se destacar com relevos próprios. Em junho de 1939, foi reeleito o Sr. Güelfi, que permaneceu no cargo até junho de 1943. Nesse exercício, teve início em Bochas a Copa “Baldomero Tellechea”, a nível de sócio.
A primeira diretoria ficou constituída por: Dr. Carlos Romay (Presidente), Sr. Rômulo Boni (vice-presidente), Capitão Alfredo da Silva (2º secretário), Sr. Juan Roberto Seitone (secretário), Sr. Alberto De Median (tesoureiro) e os suplentes: Sr. Isaías Pesce, Sr. Francisco E. Campodónico, Sr. Enrique S. Rey,  Sr. Dionísio Pinedo e o Sr. Héctor De Medina.

### Inauguração da Sede Social
A 19 de Dezembro de 1942 foi inaugurado o edifício da Sede Social, alcançando a festa de inauguração relevos que pela sua importância e pela seleta assistência não foi, ao longo dos anos, possível igualar.Esta obra, que tem sido desfrutada por todas as gerações até ao presente, deveu-se, como sempre, ao esforço ilimitado de todos, mas devemos dizer que "o pai espiritual" dela é o Sr. Manuel Güelfi. Em junho de 1943 assumiu a Presidência o Sr. Pablo Scrigna, que deu continuidade à filosofia das diretivas anteriores, melhorando as instalações da Sede e inaugurando, mais precisamente, em 25 de dezembro de 1944, as quadras de tênis do Clube.
A seu pedido, as quadras de bocha 1 e 2 foram designadas com os nomes de Baldomero Tellechea e Manuel Güelfi e a Copa “Manuel Güelfi” foi somada à disputa da Copa “Baldomero Tellechea”, competições que seriam tradicionais por muitos anos.No primeiro ano deste exercício, ele morreu. Dr. Carlos Romay, que foi o fundador do Clube, seu primeiro Presidente interino e posteriormente Presidente da primeira Diretoria a ser eleita. Dada a renúncia coletiva de todos os sócios, foi convocada Assembleia Geral para eleger novas autoridades, que assumiram funções no mesmo mês (janeiro de 1948), sendo eleito novamente o Sr. Manuel Güelfi, exercendo o cargo de Presidente até junho. de 1951. Durante este exercício, um distinto líder e Secretário Geral, o Sr. Lucas Rodríguez Blanco, morreu.
Devemos destacar o boom que os Jogos de Salão alcançaram sob a liderança do ilustre associado Eng. Enrique R. Penadés. Da mesma forma, os torneios internos de Bochas alcançaram grande relevo nas quadras descobertas. Em julho de 1945, o Sr. Enrique Giordano assumiu a presidência da Instituição, ocupando tão alto cargo até junho de 1947. Esse exercício caracterizou-se por uma conduta austera, dadas as dificuldades que o país atravessava em decorrência do conflito mundial. Ainda assim, todas as atividades foram mantidas em pleno vigor, e com o esforço orientador, foi ainda possível recuperar um grande número de sócios.
Depois houve um curto período, de julho de 1947 a janeiro de 1948, em que o Sr. Arturo L. Michel ocupou a presidência, e por motivos de saúde ele a deixou. O Sr. Ramón Silveira foi eleito em julho de 1951, permanecendo no cargo até junho de 1955. Durante os dois mandatos à frente da Instituição, deu um impulso muito importante às atividades esportivas. Foram realizadas muitas competições interclubes de Voleibol, Basquetebol, Ténis de Mesa e Futebol, bem como competições de pesca.
Em obras, foram concluídas as instalações que limitam as quadras de basquete e vôlei e foi obtida a autorização para a cobertura das quadras de bocha, sendo o arquiteto Juan A. Scasso o projetista, iniciando a construção da referida obra, dotando o Clube de dois quadras de bocha que até hoje não puderam ser superadas por sua concepção e conforto, pois possuem até aquecimento central. Além disso, a pérgula foi construída e o terraço externo foi ampliado. Devemos destacar a inestimável colaboração e conhecimento prestado pelo nosso sócio Sr. Juan Corti na construção das referidas obras.

### Manutenção e conservação de obras
Em julho de 1955, foi eleito o Esc. José V. Longo, que já havia atuado brilhantemente em diretivas anteriores como Secretário Geral do Clube em diversas ocasiões. Neste exercício, a manutenção e conservação das obras realizadas foi a principal preocupação do Conselho de Administração, não obstante a construção de um campo desportivo para menores e a ampliação do Salão de Festas do Edifício Social e da Sala de Jogos da quadra de Bocha. Durante este exercício, começaram as negociações com a Prefeitura de Montevidéu para a construção do Ginásio, Quadra de Bola e Piscina, projetadas por nosso sócio Arquiteto Gonzalo Rodríguez Orozco.
A morte do Sr. Enrique Giordano e do Sr. Boragno, que dedicaram grande parte de suas vidas ao progresso e engrandecimento do clube, foi motivo de tristeza neste período.As festas e encontros de dança adquiriram uma presença extraordinária, mesmo tendo em conta a caótica conjuntura política mundial que se vive no mundo e à qual não ficámos alheios. A festa de 25 de agosto teve momentos muito gratificantes onde a palavra do Dr. Tabaré Regimentos deixou marcas indeléveis.

### Os primeiros Jogos Nautiquenses
Estamos agora em julho de 1959 e assume a presidência o Colégio Juan Carlos Viapiana, que exercerá ininterruptamente por três mandatos consecutivos, ou seja, até junho de 1965, estabelecendo recorde de permanência em tão alto cargo. No início deste período diretivo caracterizou-se por promover intensamente atividades desportivas e na atividade interna, a mais significativa foi a realização dos primeiros Jogos Nautiquenses.
Esta competição, que com raras exceções tem sido realizada anualmente, é uma pequena Olimpíada em que nossos associados desenvolvem as mais variadas atividades, tendo uma aprovação inquestionável em nossa massa social, pois permite, além de exaltar as qualidades inatas, o de estreitar os laços de amizade entre toda a família Nauticense.
Nesse período repleto de conquistas, como a inauguração da Piscina Aberta e o início das obras do Ginásio Fechado, que em breve seria uma bela realidade coincidindo com um aumento significativo de nossos associados. As tertúlias, os bailes tradicionais no dia 25 de agosto, véspera de Ano Novo, assim como os Drinks nas tardes de domingo, marcaram um momento difícil de igualar.Novos parceiros, melhores atividades.
E chegámos a Julho de 1959, ano em que foi eleito o Sr. Ricardo Colominas, ocupando tão elevado cargo até Junho de 1967. O aumento dos nossos membros continuou de forma significativa, pelo que o Conselho de Administração, através de adequada gestão e Contando com a estreita colaboração dos diferentes subcomissões, conseguiu manter e até melhorar o nível de atividades e atendimento aos membros.

### Inauguração do Ginásio Fechado
Em 8 de dezembro de 1966, com a presença do então Conselho Departamental de Montevidéu, foi inaugurado o Ginásio Fechado.
Expressar a importância da cristalização desta obra e sobretudo a relevância que a sua concretização significou para a nossa Instituição é óbvio, mas temos de expressar o que ela representa noutras vertentes. É fruto da visão e, sobretudo, do esforço de dezenas de dirigentes, colaboradores e associados que, em conjunto, não omitiram esforços para o que inicialmente se pensava ser uma utopia. Com o Ginásio o nosso Clube alcançou um lugar preponderante a nível nacional.
Em julho de 1967, assume novamente a Presidência o Esc. Juan Carlos Viapiana, que permanecerá até junho de 1973, reiterando suas aptidões para tão elevado cargo, melhorando os serviços existentes e realizando obras de manutenção de real importância. Da mesma forma, os tradicionais bailes (25 de agosto, Réveillon, Carnaval) e os Drinks aos domingos atingiram uma verdadeira hierarquia.

### Novas obras apesar das dificuldades financeiras e reformas
No período seguinte, assume a Presidência o Dr. Juan J. Silva Delgado (julho de 1973), que é reeleito, permanecendo no cargo até fevereiro de 1976. É óbvio destacar a liderança que tão ilustre associado deu à Instituição . Apesar das dificuldades financeiras que existiam, foram realizadas obras de real importância, como a iluminação de um campo de ténis, campo de basquetebol, campo de futebol infantil e campo de frontão.
Em fevereiro de 1976 e devido a situações conjunturais, assumiu a Presidência o Arq. Luis Raffo, que exercia até então o cargo de Vice-Presidente, permanecendo no cargo até junho de 1977. Apesar de enormes dificuldades como a integração da Diretoria, Com uma gestão austera , metas importantes foram alcançadas, como a requalificação da Antiga Sede, transformando-a num salão de festas alternativo com grandes possibilidades, foi construído mais um campo de ténis, e obras de manutenção de real nota.
Em julho de 1977, ascende à Presidência o Sr. Sebastián Buquet, que está ligado às nossas cores desde a infância e que em várias ocasiões ocupou diferentes cargos em tantas diretivas. A sua gestão visou, dentro das limitações que a evolução económica do Clube permitiu, manter o nível da atividade social e desportiva, procurando também proporcionar aos sócios um melhor atendimento ao nível dos serviços prestados por parte dos quadros, tendo inovado ao nível de normas administrativas internas e alcançou amplamente seu objetivo.
Nesse período, o Sr. Eliseo Balbi usufruiu de aposentadoria, culminando em uma carreira de mais de 40 anos a serviço do Clube e houve o infeliz falecimento do Esc. José Rey Palermo, que se encontrava, por licença do titular, no exercício da Presidência. Novo terreno e mais obras. Em julho de 1979, assumiu a Presidência o Sr. Aldo Olivar, que foi reeleito como atual Presidente da Instituição. Nesse período, conquistas há muito esperadas foram alcançadas, como, por exemplo, a concessão de um terreno contíguo a La Mulata onde foi construído um campo de Baby Soccer de tamanho regulamentar e equipado com iluminação; foram construídas quatro quadras de tênis de piso duro e iluminada outra quadra de tênis; foram ampliadas as coberturas das embarcações em dique seco e construído um local para uso da Prefeitura. A propriedade anteriormente ocupada pelo antigo campo de futebol, bem como a obtida em La Mulata, passou, por resolução da Prefeitura de Montevidéu, a integrar, em usufruto, os bens da Instituição.
Em 7 de novembro de 1980 realizou-se o I Festival da Cerveja, em que a Trupe Nautiquense, nascida há mais de 30 anos quando um grupo de integrantes, amantes da música e das canções e influenciados por aquele grupo marcante que encantava a todos nós, que era o ateniense Torupe, teve a ideia de criar uma simples revista musical. Assim foi que no acompanhamento solo ao piano de Teddy Lascano, e integrado com Nenucho Cuño (mais tarde fez sucesso no canto lírico), os irmãos larguero, Coco Sierra, Piquito Ruegger, Julio Fábregas, Bebe Molfino, Ricardo González, Yeye Alfaro e Pito Lopretti protagonizou várias atuações que, sendo a sua primeira experiência.
O time de voleibol masculino conquistou a medalha de prata no Campeonato Sul-Americano de Clubes de 1970 em Assunção, depois em 1974 alcançou o bronze na edição em Santiago, repetindo o feito em 1976 na cidade de Buenos Aires e também na edição de 1977 na cidade de São Paulo,  terminando em quinto  no ano de 1979 em São Paulo, também em 1983 na cidade de San Juan, novamente o mesmo posto no ano de 1985 em Assunção e também em 1986 em Santiago, além do o quarto lugar na edição de 1984 sediada em Lima.
O time de voleibol feminino disputou o Campeonato Sul-Americano de Clubes em 1977 em Buenos Aires, mas, finalizou na quinta colocação. O time feminino mais recentemente perdeu  em 2015 o Torneio Clausura o  por 3-0 (25-23, 25-7 e 25-17) e foi vice-campeão da Super Liga Uruguaia de 2019-20.
Torneo Abertura e  o Clausura em 2011  e foi o campeão da temporada da Livosur.Conquistou o extinto Torneio Federal de 1981, 1999 e 2006 (última edição). Sagrou-se campeão nacional de 1981, presença constante no extinto Torneio Preparação.Em 2007  organizou Torneio Internacional 30 años da Integração do Orgullo Americano, sendo o campeão.

## Voleibol masculino

### Títulos conquistados
- Campeonato Uruguaio:

2014 2015
- Campeonato Sul-Americano:
- Vice-campeão: 1970
- Terceiro lugar: 1974, 1876 e 1977
- Quarto lugar: 1984

## Voleibol feminino

### Títulos conquistados
- Campeonato Uruguaio:
- Vice-campeão:2019-20